# Tynne
Tynne (ukrainisch Тинне; russisch Тынное Tynnoje, polnisch Tynne) ist ein Dorf in der westukrainischen Oblast Riwne mit etwa 4300 Einwohnern. 
Es liegt am linken Ufer des Flusses Slutsch etwa 20 Kilometer südlich der Rajonshauptstadt Sarny und 71 Kilometer nördlich der Oblasthauptstadt Riwne.

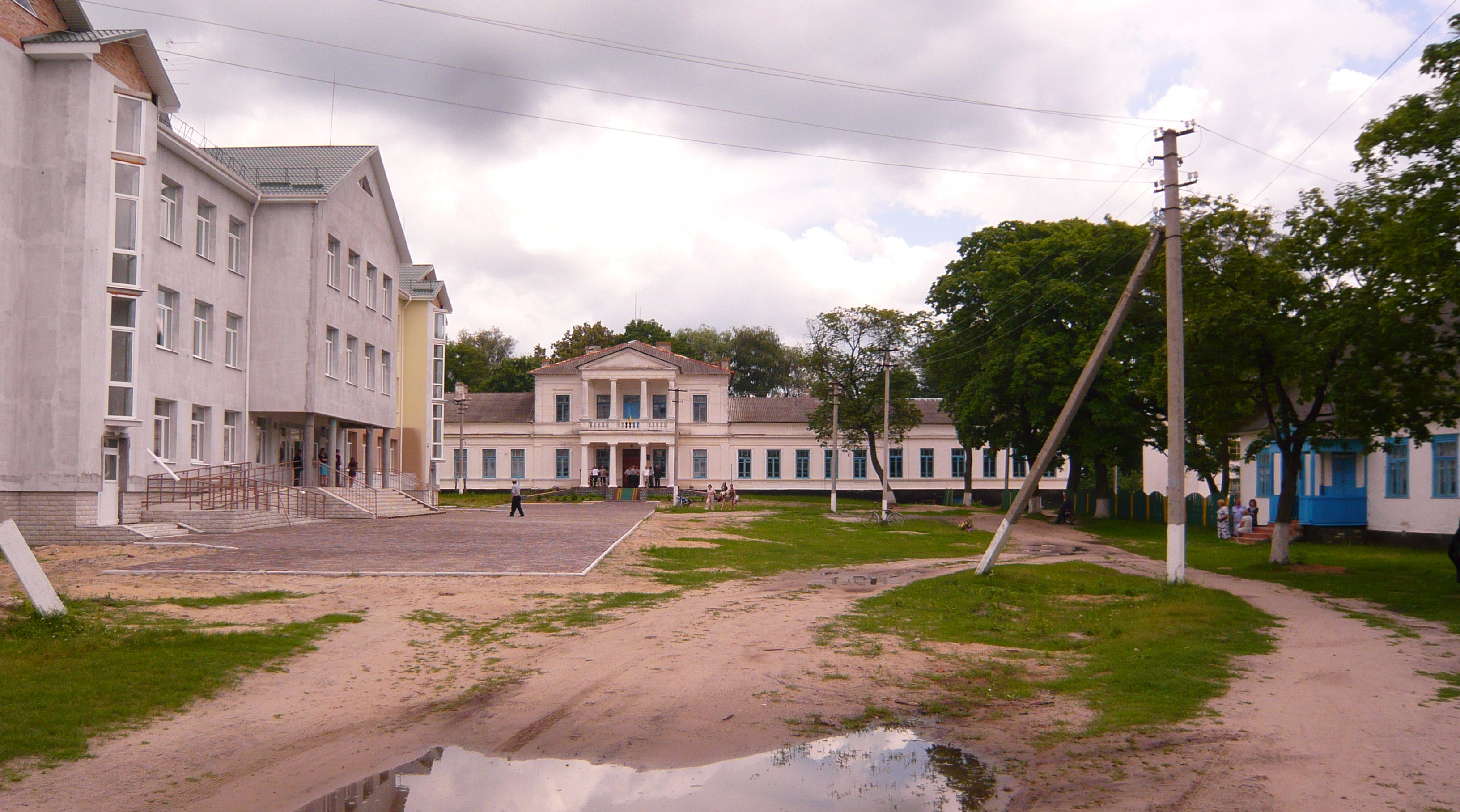
Blick auf den Hauptplatz im Ort

Am 7. Juni 2017 wurde das Dorf ein Teil der neugegründeten Landgemeinde Nemowytschi (Немовицька сільська громада Nemowyzka silska hromada), bis dahin bildete das Dorf die gleichnamige Landratsgemeinde.

## Geschichte
Der Ort wurde 1649 zum ersten Mal schriftlich erwähnt und lag bis 1795 in der Adelsrepublik Polen-Litauen in der Woiwodschaft Wolhynien. Danach kam er ins Gouvernement Wolhynien im Russischen Reich.
Nach dem Ende des Ersten Weltkrieges wurde der Ort ein Teil der Zweiten Polnischen Republik (Woiwodschaft Wolhynien, Powiat Sarny, Gmina Niemowicze), nach dem Ausbruch des Zweiten Weltkrieges wurde das Gebiet durch die Sowjetunion und ab 1941 durch Deutschland besetzt, 1945 kam es endgültig zur Sowjetunion und wurde in die Ukrainische SSR eingegliedert, seit 1991 ist Tynne ein Teil der heutigen Ukraine.